# Babczynci
Babczynci (ukr. Бабчинці) – wieś na Ukrainie, w obwodzie winnickim, w rejonie czerniweckim, nad Buszanką. W 2001 roku liczyła 2796 mieszkańców.